# گرگلی سلیم
گرگلی سلیم (به انگلیسی: Gergely Salim) تکواندوکار دانمارکی-مجارستانی است. او تکواندو را از سن ۸ سالگی آغاز کرده است.